# (9965) GNU
Pour les articles homonymes, voir GNU (homonymie).
(9965) GNU est un astéroïde de la ceinture principale qui orbite autour du Soleil en 3,76 années.
Il fut baptisé GNU en référence à la création du projet des licences et du système d'exploitation GNU.